# Lília Momplé
Lília Maria Clara Carrièrre Momplé (sinh ra trên đảo Mozambique, 19 tháng 3 năm 1935 ) là một nhà văn người Mozambique.

## Tiểu sử
Lília Momplé sinh ra trên đảo Mozambique, trong một gia đình có nguồn gốc dân tộc hỗn hợp, bao gồm Makua, Pháp, Ấn Độ, Trung Quốc và Mauriti. Bà đã tham dự Học viện Xã hội Superior de Serviço (Viện Dịch vụ Xã hội Cao cấp) tại Lisbon và tốt nghiệp với bằng Dịch vụ Xã hội. Năm 1995, bà trở thành tổng thư ký của Hiệp hội các tác giả Mozambican, một vị trí mà bà giữ đến năm 2001. Bà cũng đại diện cho Mozambique tại các cuộc họp quốc tế khác nhau với tư cách là thành viên của Ban điều hành UNESCO (2001-2005). Năm 1998, Momplé xuất hiện với vai Dona Esmeralda trong bộ phim Comédia Infantil, do Solveig Nordlund đạo diễn và dựa trên tiểu thuyết Thụy Điển Comédia Infantil (1995) của Henning Mankell. Sau đó, cuốn tiểu thuyết đã được dịch sang tiếng Anh bởi Tiina Nunnally: Chronicler of the Winds, (2006). Câu chuyện xảy ra ở Mozambique và kể về một cậu bé, Nelio, người đã mất cả gia đình trong cuộc chiến.

## Sự nghiệp văn chương
Nhiều ảnh hưởng văn học của Momplé đến từ bà của bà, người, mặc dù bà không thể đọc hoặc viết, sẽ luôn kể chuyện. Những câu chuyện này đã truyền cảm hứng cho Lília trẻ tuổi bởi vì những anh hùng của họ thường là những sinh vật mỏng manh, thay vì những người mạnh mẽ điển hình hơn. Các nhà văn Bồ Đào Nha, như Eça de Queirós và Fernando Pessoa, cũng ảnh hưởng đến con đường sự nghiệp của Momplé. Tuy nhiên, phải đến khi bà đọc những bài viết của nhà thơ Mozambique, ông Jose Craveirinha, bà mới đưa ra quyết định trở thành nhà văn. Craveirinha là tác giả Mozambican đầu tiên miêu tả các nhân vật châu Phi là nhân vật chính trong thơ của ông. Vì Momplé là một giáo viên trong nhiều năm, nhiều câu chuyện của bà tập trung vào các chủ đề liên quan đến giáo dục. Trong các tác phẩm của mình, Lília Momplé cũng khám phá các nghĩa vụ truyền thống của phụ nữ và kỳ vọng tham dự chúng trong xã hội, cùng với những khó khăn họ gặp phải. Bà có xu hướng nhấn mạnh các vấn đề về chủng tộc, giai cấp, giới tính, và màu sắc và sự khác biệt sắc tộc trong tiểu thuyết của mình.

## Giải thưởng
- Prémio da Novelística (João Dias) no Concurso Literário do Centenário de Maputo com o conto Caniço.
- Prémio José Craveirinha de Literatura (2011)
- Prêmio Caine para Escritores de África com o conto Cách O baile de Celina Lần (2001).[3]

## Tác phẩm văn học
- Ninguém Matou Suhura (Không ai giết Suhura), 1988
- Neighbours, 1995
- Os Olhos da Cobra Verde (Đôi mắt của rắn xanh), 1997